# Frei Damião
Frei Damião de Bozzano, nascido Pio Giannotti, OFMCap (Bozzano, 5 de novembro de 1898 — Recife, 31 de maio de 1997) foi um frade italiano radicado no Brasil. Está em processo de beatificação, tendo recebido os títulos de servo de Deus e venerável.

## Biografia
Filho dos camponeses Felice (Félix) Giannotti e Maria Giannotti, nasceu na aldeia de Bozzano, município de Massarosa, na Toscana. Começou sua formação religiosa aos doze anos, na Ordem dos Frades menores Capuchinhos. Aos dezenove anos foi convocado para o exército italiano e participou da Primeira Guerra Mundial. Com o fim da Guerra, retornou à vida conventual entre os capuchinhos. Aos 27 anos diplomou-se em Teologia pela Pontifícia Universidade Gregoriana em Roma e foi docente do convento de Villa Basilica e do Seminário de Massa.
O frade capuchinho, ordenado sacerdote em 05 de agosto de 1923, transfere-se para o Brasil no ano de 1931, estabelecendo-se em Recife, no Convento Senhora da Penha, da Ordem dos Capuchinhos. É venerado pelos fiéis, principalmente nordestinos, pois foi nessa região que ele viveu a maior parte de sua vida, fazendo peregrinações pelas cidades, celebrando a Eucaristia, confessando, realizando casamentos e batismos etc. Por muitos nordestinos é considerado como santo. Encontra-se atualmente em processo de beatificação e canonização desde 31 de maio de 2003.
Por dia, muitas cartas chegam ao Convento de São Félix, onde ele está sepultado, contando fatos de cura, milagre, que a ciência não consegue entender.
Sua primeira missa foi nos arredores da cidade de Gravatá, em Pernambuco, na capela de São Miguel, no Riacho do Mel. Anualmente, no mês de maio, realiza-se naquela cidade as Festividades de Frei Damião: uma grande caminhada sai da Igreja Matriz Nossa Senhora de Santa'Ana (no centro de Gravatá) e vai até a Capela do Riacho do Mel.
Na cidade de Recife, mais precisamente no Convento de São Félix da Ordem dos Capuchinhos, onde se encontra seu corpo, acontece desde sua morte no fim de maio diversas celebrações em sua memória.

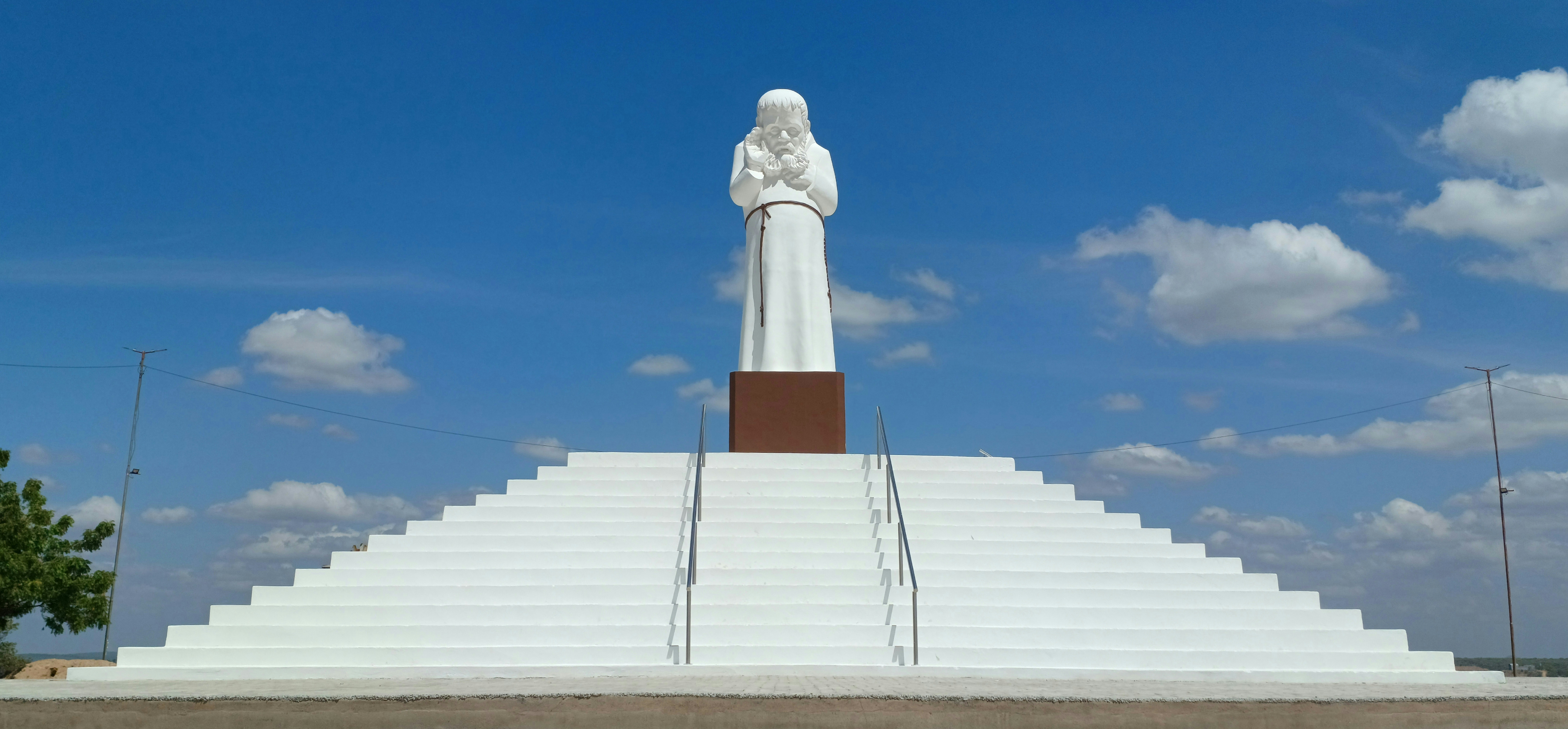
Estátua de Frei Damião na zona rural de Sousa, ponto turístico do município

Em 1975, recebeu a medalha cunhada em ouro de amigo da cidade de Sousa, no estado da Paraíba, quando permitiu que se construísse a primeira estátua em sua homenagem, tendo o mesmo colocado a pedra fundamental naquele ano e em novembro de 1976 oficiou missa de inauguração, obra do renomado escultor pernambucano Abelardo da Hora. A estátua esta construída no serrote denominado Alto da Bênção de Deus, e se constitui hoje num facho abençoado de luz, deixando todos que contemplam mais próximos de Deus e de Nossa Senhora. E hoje é visitada por milhares de fiéis.
Em 27 de setembro de 1977, recebeu o título de Cidadão de Pernambuco e, em 4 de maio de 1995, o título de Cidadão do Recife.
Frei Damião ocupou-se em disseminar “as santas missões” pelo interior do Nordeste. “As santas missões” eram um tipo de cruzadas missionárias, de alguns dias de duração, pelas cidades nordestinas. Nessas ocasiões, era armado um palanque ao ar livre com vários alto-falantes onde o frade transmitia os seus sermões. Quando perguntado sobre os objetivos de suas “santas missões” aos sertanejos, o frei respondia que um dos objetivos era “livrá-los do Demônio, que queria afastá-los da Igreja e fazê-los abraçar outro credo [...]”.
Nunca abandonou suas caminhadas e romarias pelas localidades, principalmente no nordeste, no qual acompanhava com ele sempre, um terço e um crucifixo, as quais fazia com seu amigo Frei Fernando. Só parou poucos meses antes de falecer, devido ao agravamento de seu problema na coluna vertebral, fruto da má postura de toda a vida.
Frei Damião morreu no Real Hospital Português do Recife e seu corpo está enterrado na capela de Nossa Senhora das Graças, de quem era devoto, no Convento São Félix, no bairro do Pina, no Recife. Sua vida é retratada no livro do escritor Luís Cristóvão dos Santos, "Frei Damião - O Missionário dos Sertões".
Na ocasião de sua morte, em 31 de maio de 1997, o governo de Pernambuco e a prefeitura do Recife decretaram luto oficial de três dias.
No interior de Pernambuco, na cidade de São Joaquim do Monte, todos os anos milhares de romeiros chegam para prestar suas homenagens ao Frade. O Encontro de Romeiros, ou Romaria de Frei Damião como é mais conhecida, acontece todos os anos entre o fim de agosto e início do mês de setembro na Paróquia de São Joaquim, Diocese de Caruaru. Programação religiosa e cultural modificam totalmente o aspecto da cidade. O ponto central da peregrinação é a estátua erguida em 2008 em homenagem a Frei Damião localizada no Cruzeiro.
Em 2004, foi inaugurado o Memorial Frei Damião em sua homenagem, na cidade de Guarabira, Paraíba, uma das várias cidades em que o frade capuchinho percorreu em suas missões.
Em 2019 Frei Damião foi considerado venerável pelo Papa Francisco.

## Publicações

### Livros
- Em Defesa da Fé. Recife: Edições Paulinas. 1953.